# Miami Dolphins 2015
La stagione 2015 dei Miami Dolphins è stata la 50ª della franchigia, la 46ª nella National Football League e la quarta con Joe Philbin come capo-allenatore, licenziato il 5 ottobre dopo avere perso tre delle prime quattro gare. A sostituirlo ad interim l'ex allenatore dei tight end Dan Campbell. Con la sconfitta della settimana 14 contro i New York Giants, la squadra venne eliminata matematicamente dalla corsa ai playoff per il settimo anno consecutivo.

## Scelte nel Draft 2015
| Giro | Scelta | Giocatore       | Ruolo | College        |
| ---- | ------ | --------------- | ----- | -------------- |
| 1    | 14     | DeVante Parker  | WR    | Louisville     |
| 2    | 52     | Jordan Phillips | DT    | Oklahoma       |
| 4    | 114    | Jamil Douglas   | G     | Arizona State  |
| 5    | 145    | Bobby McCain    | CB    | Memphis        |
| 5    | 149    | Jay Ajayi       | RB    | Boise State    |
| 5    | 150    | Cedric Thompson | FS    | Minnesota      |
| 5    | 156    | Tony Lippett    | CB    | Michigan State |

## Staff
| Staff dei Miami Dolphins nel 2015 |
| --- |
| Organi dirigenziali - Chairman/General Partner – Stephen Ross - Vice Chairman/Partner – Jorge Perez - Vice Chairman – Don Shula - Presidente/CEO – Tom Garfinkel - General Manager – Dennis Hickey - Assistente General Manager – Eric Stokes - Executive Vice President of Football Administration – Dawn Aponte - Executive Vice President of Football Operations – Mike Tannenbaum - Manager of Football Administration – Ryan Herman - Direttore del personale – Joe Schoen - Direttore degli osservatori del college – Chris Grier - Direttore degli osservatori dei professionisti – Anthony Hunt Capo allenatore - Adam Gase Altri allenatori - Preparatore atletico – Darren Krein - Assistente p.a. – David Puloka - Analista scienza sportiva – Dave Regan Allenatori dell'attacco - Coordinatore offensivo – Bill Lazor - Quarterback – Zac Taylor - Assistente Quarterback – Ben Johnson - Running Back – Jeff Nixon - Wide Receiver – Ken O'Keefe - Assistente Wide Receiver – Phil McGeoghan - Tight End – Dan Campbell - Offensive Line – John Benton - Assistente Offensive Line – Jack Bicknell Jr. - Assistente attacco – Ben Martin Allenatori della difesa - Coordinatore difensivo – Kevin Coyle - Defensive Line – Terrell Williams - Assistente Defensive Line – Charlie Bullen - Linebacker – Mark Duffner - Assistente Linebacker – David Corrao - Defensive Back – Lou Anarumo - Assistente Defensive Back – Blue Adams - Assistente difesa – Jeff Burris Allenatori dello special team - Coordinatore dello Special Team: Darren Rizzi - Assistente Special Team: Marwan Maalouf |

## Roster
| Roster dei Miami Dolphins nel 2015 |
| --- |
| Quarterback - 16 McLeod Bethel-Thompson - 8 Matt Moore - 17 Ryan Tannehill Running Back - 33 Jay Ajayi - 33 LaMichael James - 26 Lamar Miller - 5 Damien Williams Wide Receiver - 83 Matt Hazel - 85 Greg Jennings - 1 Christion Jones - 14 Jarvis Landry - 18 Rishard Matthews - 11 DeVante Parker - 10 Kenny Stills Tight End - 84 Jordan Cameron - 80 Dion Sims Offensive Linemen - 71 Branden Albert T - 75 Jamil Douglas G - 74 Jason Fox T - 70 Ja'Wuan James T - 72 Jeff Linkenbach G - 66 Jacques McClendon G - 51 Mike Pouncey C - 63 Dallas Thomas G - 77 Billy Turner G Defensive Linemen - 78 Terrence Fede DE - 96 A.J. Francis DT - 90 Earl Mitchell DT - 94 C.J. Mosley DT - 97 Jordan Phillips DT - 79 Derrick Shelby DE - 93 Ndamukong Suh DT - 50 Olivier Vernon DE - 91 Cameron Wake DE Linebacker - 46 Neville Hewitt OLB - 53 Jelani Jenkins OLB - 58 Chris McCain OLB - 55 Koa Misi MLB - 42 Spencer Paysinger OLB - 52 Kelvin Sheppard MLB - 49 Zach Vigil OLB Defensive Back - 35 Walt Aikens FS - 30 Zack Bowman CB - 29 Will Davis CB - 21 Brent Grimes CB - 20 Reshad Jones SS - 44 Jordan Kovacs SS - 36 Tony Lippett CB - 28 Bobby McCain CB - 24 Brice McCain CB - 22 Jamar Taylor CB - 31 Michael Thomas FS Special Team - 4 Matt Darr P - 92 John Denney LS - 3 Andrew Franks K Lista delle riserve - 25 Louis Delmas FS (IR) - 95 Dion Jordan DE (Sospeso) 53 attivi, 2 free agent |
| Legenda - I rookie sono in corsivo. - Il primo ruolo è il principale mentre gli eventuali successivi indicano i ruoli secondari. - (IR) sta per Injured Reserve ed indica la lista ristretta per un solo giocatore infortunato che può tornare ad allenarsi dopo la settimana 6 e a rientrare in prima squadra dopo che questa ha giocato 8 partite. - (NF-Inj.) / (NF-Ill.) stanno rispettivamente per Non-Football Injured e Non-Football Illness ed indicano le liste dove viene inserito un giocatore che ha un infortunio o una malattia non dipendente dal football americano. - (PUP) sta per Physically Unable to Perform ed indica la lista dove viene inserito un giocatore mentre è in attesa di recuperare la condizione fisica. Nella stagione regolare dopo la sesta partita giocata dalla propria squadra, il giocatore ha tempo tre settimane per riprendere ad allenarsi, più tre settimane aggiuntive dal suo rientro agli allenamenti per rientrare in prima squadra. |

## Calendario

### Pre-stagione
| Turno | Data | Avversario           | Risultato | Record | Stadio                  | Tabellino |
| ----- | ---- | -------------------- | --------- | ------ | ----------------------- | --------- |
| 1     | 13/8 | at Chicago Bears     | S 10–27   | 0–1    | Soldier Field           | Recap     |
| 2     | 22/8 | at Carolina Panthers | S 30–31   | 0–2    | Bank of America Stadium | Recap     |
| 3     | 29/8 | Atlanta Falcons      | V 13–9    | 1–2    | Sun Life Stadium        | Recap     |
| 4     | 3/9  | Tampa Bay Buccaneers | S 17–22   | 1–3    | Sun Life Stadium        | Recap     |

### Stagione regolare
Il calendario della stagione è stato annunciato ad aprile 2015.
| 1  | 13/9               | at Washington Redskins  | V 17–10            | 1–0                | FedEx Field             | Recap              |                    |                    |
| 2  | 20/9               | at Jacksonville Jaguars | S 20–23            | 1–1                | EverBank Field          | Recap              |                    |                    |
| 3  | 27/9               | Buffalo Bills           | S 14–41            | 1–2                | Sun Life Stadium        | Recap              |                    |                    |
| 4  | 4/10               | New York Jets           | S 14–27            | 1–3                | Wembley Stadium         | Recap              |                    |                    |
| 5  | Settimana di pausa | Settimana di pausa      | Settimana di pausa | Settimana di pausa | Settimana di pausa      | Settimana di pausa | Settimana di pausa | Settimana di pausa |
| 6  | 18/10              | at Tennessee Titans     | V 38–10            | 2–3                | Nissan Stadium          | Recap              |                    |                    |
| 7  | 25/10              | Houston Texans          | V 44–26            | 3–3                | Sun Life Stadium        | Recap              |                    |                    |
| 8  | 29/10              | at New England Patriots | S 7–36             | 3–4                | Gillette Stadium        | Recap              |                    |                    |
| 9  | 8/11               | at Buffalo Bills        | S 17–33            | 3–5                | Ralph Wilson Stadium    | Recap              |                    |                    |
| 10 | 15/11              | at Philadelphia Eagles  | V 20–19            | 4–5                | Lincoln Financial Field | Recap              |                    |                    |
| 11 | 22/11              | Dallas Cowboys          | L 14–24            | 4–6                | Sun Life Stadium        | Recap              |                    |                    |
| 12 | 29/11              | at New York Jets        | S 20–38            | 4–7                | MetLife Stadium         | Recap              |                    |                    |
| 13 | 6/12               | Baltimore Ravens        | V 15–13            | 5–7                | Sun Life Stadium        | Recap              |                    |                    |
| 14 | 14/12              | New York Giants         | S 24–31            | 5–8                | Sun Life Stadium        | Recap              |                    |                    |
| 15 | 20/12              | at San Diego Chargers   | S 14–30            | 5–9                | Qualcomm Stadium        | Recap              |                    |                    |
| 16 | 27/12              | Indianapolis Colts      | S 12–18            | 5–10               | Sun Life Stadium        | Recap              |                    |                    |
| 17 | 3/1                | New England Patriots    | V 20–10            | 6–10               | Sun Life Stadium        | Recap              |                    |                    |

Note

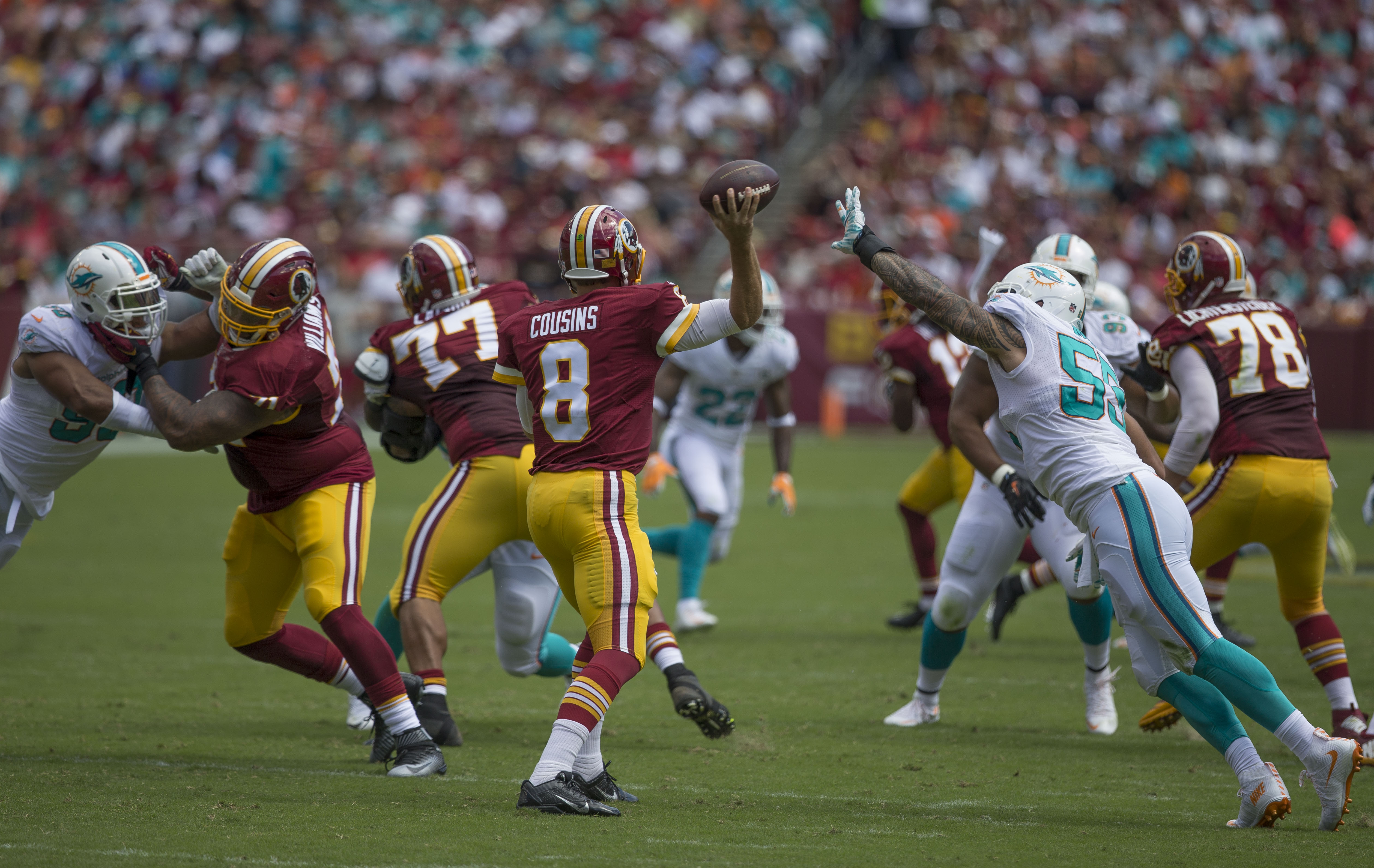
La gara del primo turno contro i Redskins

- Gli avversari della propria division sono in grassetto.

## Classifiche

### Division
| AFC East                 | AFC East | AFC East | AFC East | AFC East | AFC East | AFC East | AFC East | AFC East | AFC East |
|                          | V        | S        | P        | %        | DIV      | CONF     | PF       | PS       | Str.     |
| ------------------------ | -------- | -------- | -------- | -------- | -------- | -------- | -------- | -------- | -------- |
| (2) New England Patriots | 12       | 4        | 0        | .750     | 4–2      | 9–3      | 465      | 315      | S2       |
| New York Jets            | 10       | 6        | 0        | .625     | 3–3      | 7–5      | 387      | 314      | S1       |
| Buffalo Bills            | 8        | 8        | 0        | .500     | 4–2      | 7–5      | 379      | 359      | V2       |
| Miami Dolphins           | 6        | 10       | 0        | .375     | 1–5      | 4–8      | 310      | 389      | V1       |